# Ева Верона
Ева Верона (Трст, 1. фебруар 1905 — Загреб, 19. мај 1996) била је најеминентнија хрватска библиотекарка и информатичарка и добро позната међу информатичарима широм света. Одбранила је први докторат науке из подручја библиотекарства на Свеучилишту у Загребу 1980. године.

## Биографија
Рођена је у Трсту (данас Италија, тада Аустро-Угарско Царство) 1905. Рано детињство провела је у Бечу и  преселила се у Загреб у Хрватској где је похађала гимназију. Дипломирала је математику и физику на Свеучилишту у Загребу 1928. године и одмах се запослила у Националној и универзитетској библиотеци у Загребу. Током каријере радила је у различитим одељењима Библиотеке. Реорганизовала је одељење за природне науке у класификованом каталогу, а такође је радила на колекцији иностраних часописа. Такође је била задужена за избор и откуп дела која се баве природним наукама, технологијом и библиотекарством. Верона је остала у Универзитетској библиотеци до пензионисања 1967. Од 1968. године била је професор на Свеучилишту у Загребу за студенте библиотекарства.
Била је активна и у библиотечком часопису Вјесник библиотекара Хрватске и у Хрватској енциклопедији, за коју је написала бројна дела о историји хрватских библиотека. Верона је била главни и одговорни уредник часописа од 1960−1965. Такође је учествовала у Хрватском библиотечком друштву.
Педесетих година Верона се усредсредила на теорију абецедних каталога. Објавила је више чланака на ову тему и убрзо постала водећи међународни стручњак. Њени радови објављени у „Вјеснику библиотекара Хрватске“, „Либри“ и „Библиотечки ресурси и техничке услуге“ испитивали су њена поређења различитих приступа у пракси појединих страних каталога и каталошких кодова у каталогизацији анонимних дела и корпоративних наслова. Такође је проучавала историју ових каталошких пракси. Користећи своје искуство у каталошким правилима, написала је Каталошки кодекс, објављен 1970. и 1983.
Одбор Међународног савеза библиотечких друштава и установа (International Federation of Library Associations and Institutions), ИФЛА, забележио је допринос Вероне 1954. године на свом састанку у Загребу. Постала је позната и прихваћена од стране међународне библиотечке заједнице и 1961. играла је важну улогу на Међународној конференцији о каталошким принципима, у Паризу.
Верона је била и члан Саветодавног одбора Међународног комитета за библиографску контролу и председавајући одељења ИФЛА за каталогизацију од 1974-1977. Током овог трогодишњег периода, написала је критичку студију о корпоративним насловима, у којој је упоредила употребу корпоративних наслова у разним каталозима и националним биографијама.
Генерације њених ученика памтиће Еву Верону по својој логици и доследном размишљању, изузетној учтивости и великодушности у преношењу свог обилног знања. Поред многих других достигнућа, такође је била прва европска библиотекарка која је 1976. године примила награду Маргарет Ман од Америчког библиотекарског удружења и прва је особа којој је Универзитет у Загребу доделио докторат из библиотекарства. Награда се додељује библиотекарима и каталогичарима из других земаља за достигнућа на националном и интернационалном нивоу. Године 1977. ИФЛА јој је доделила признање за укупан допринос библиотекарској струци Tabula gratulatoria. Добитница је Награде за животно дело (1978) и Кукуљићеве повеље (1968).
Од 1998. године, Хрватско библиотечко друштво додељује награду Ева Верона за „изванредну посвећеност послу, иновативној пракси и промоцији библиотечке професије“. Седнице скупштине друштва, и доделе награда, одржавају се сваке друге године у различитим градовима Хрватске. Последња, 43. редовна седница, одржана је 11.10.2018. године у Опатији.
Ева Верона је објавила 32 рада у 120 публикација на 9 језика. То су приручници, библиографије, историја, чланци за конференције.
Након њене смрти 1996. године, библиотечки часописи широм света објављивали су некрологе и славили живот најутицајнијег хрватског библиотекара.